# Leandro Guzmán
Leandro Guzmán (Resistencia, Provincia del Chaco, Argentina, 19 de abril de 1989). Es un futbolista argentino. Se desempeña en la posición de mediocampista y actualmente es jugador de Almirante Brown, equipo que milita en la Primera Nacional de Argentina.

## Clubes
| Club            | País      | Año           | PJ  | Goles |
| --------------- | --------- | ------------- | --- | ----- |
| Atlanta         | Argentina | 2009-2015     | 217 | 14    |
| Guillermo Brown | Argentina | 2016          | 6   | 0     |
| Deportivo Morón | Argentina | 2016-presente | 16  | 2     |